# Rhyacophila formosa
Rhyacophila formosa är en nattsländeart som beskrevs av Banks 1911. Rhyacophila formosa ingår i släktet Rhyacophila och familjen rovnattsländor. Inga underarter finns listade i Catalogue of Life.